# Лукьянов, Григорий Лукич

Ставропольское казачье юнкерское училище

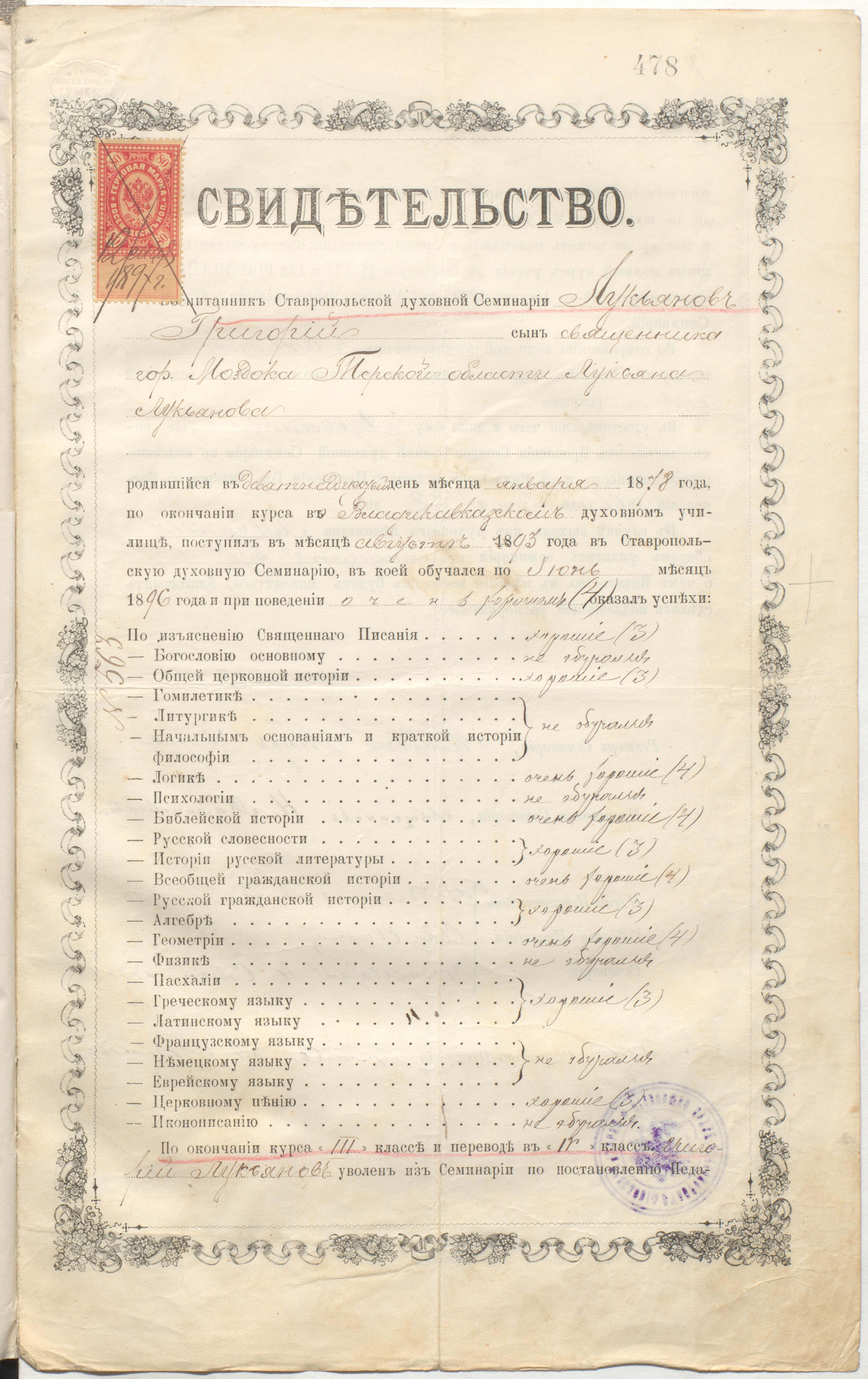

Григорий Лукич Лукьянов (1878—1920) — русский военный деятель, полковник (1916), генерал-майор (1917). Герой Первой мировой войны. Начальник штаба Севастопольской крепости. Председатель Севастопольского комитета Общества белого креста.

## Биография
Родился 21 января 1878 года в семье священника. Отец — Лука Ефимович Лукьянов, мать — Анна Лукьянова (Васильева). Был старшим ребёнком в семье. Помимо него в семье было ещё два брата, Владимир и Николай, а также три сестры, Ольга, Анастасия и Нина.

В 1897 году после получения образования в Ставропольской духовной семинарии вступил в службу. С 1900 года после окончания Ставропольского казачьего юнкерского училища произведён в подпоручики и выпущен в Навагинский 78-й пехотный полк. В 1904 году произведён в поручики. С 1908 года после окончания Николаевской академии Генерального штаба по I разряду, штабс-капитан, ротный командир Ростовского 2-го пехотного полка. В 1910 году произведён в капитаны, помощник старшего адъютанта штаба Туркестанского военного округа. С 1911 года старший адъютант штаба 4-й пехотной дивизии и с 1912 года 2-й гренадерской дивизии.
С 1914 года участник Первой мировой войны, обер-офицер, с 1915 года подполковник, и.д. штаб-офицера для поручений при командующем 4-й армии. «За храбрость» был награждён 15 апреля 1915 года орденом Святого Георгия 4-й степени и 5 мая 1915 года Георгиевским оружием. С 1915 года и.д. начальника штаба 2-й гренадерской дивизии. В 1916 году произведён в полковники.

Послужной список, 1914 год
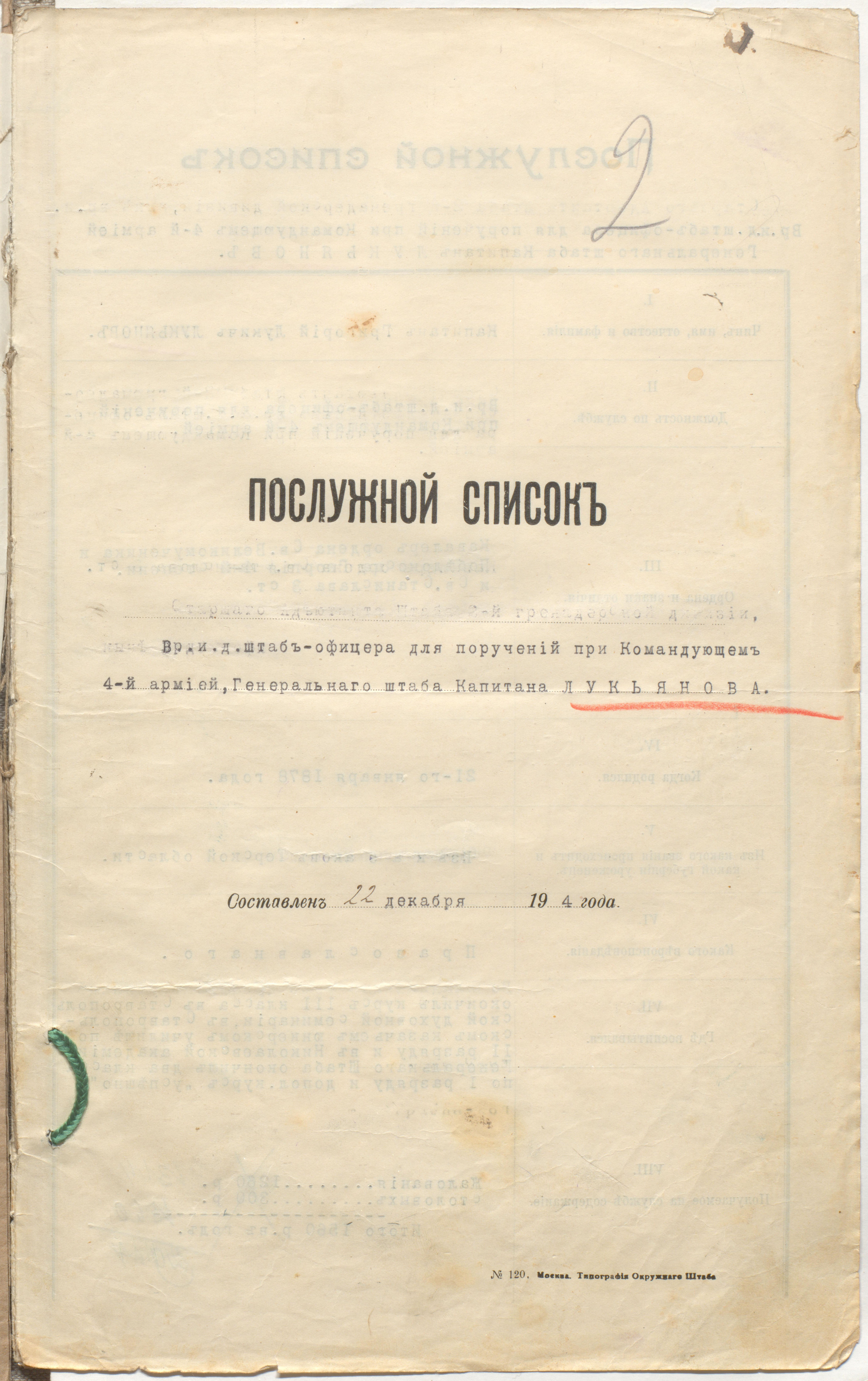
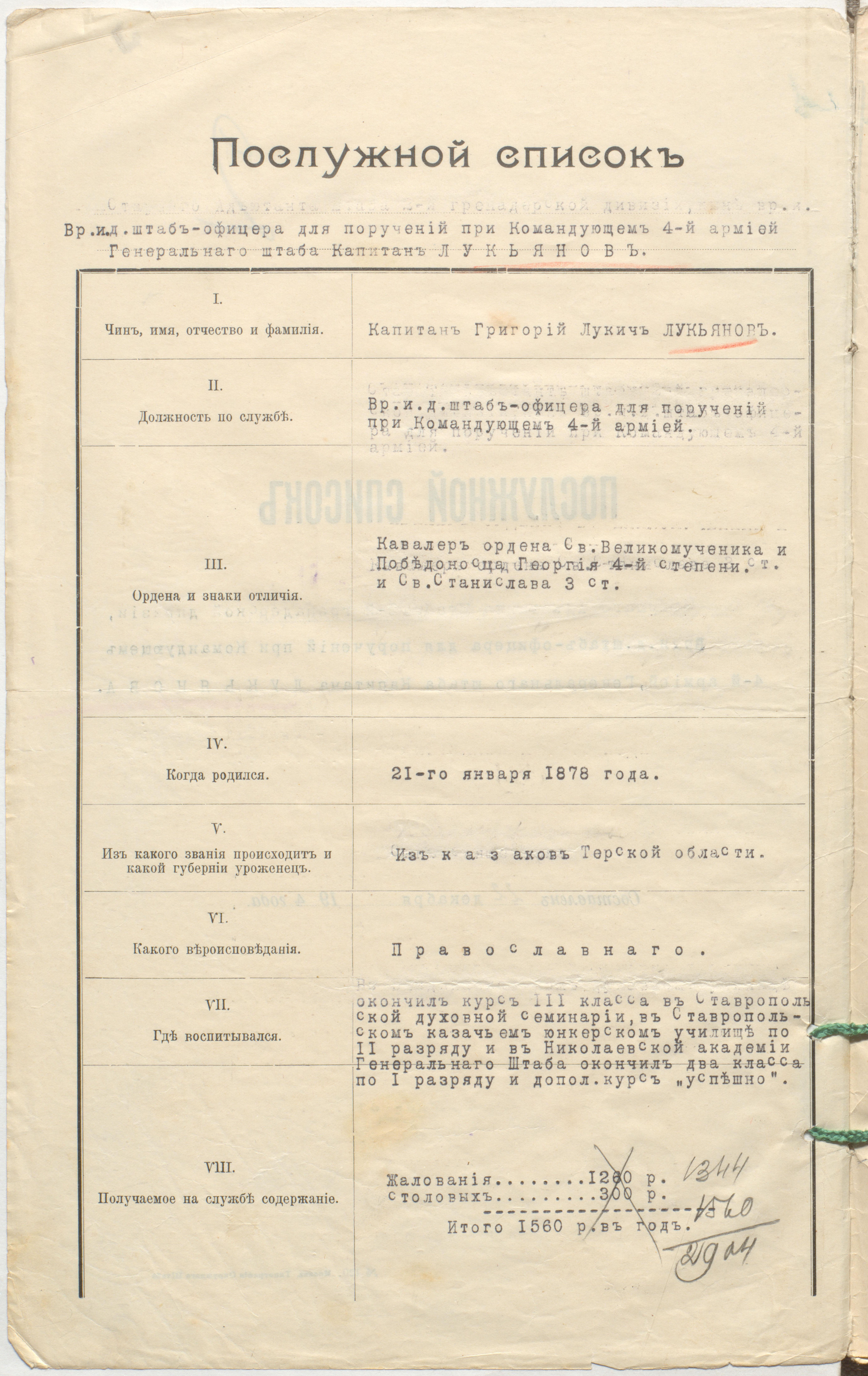
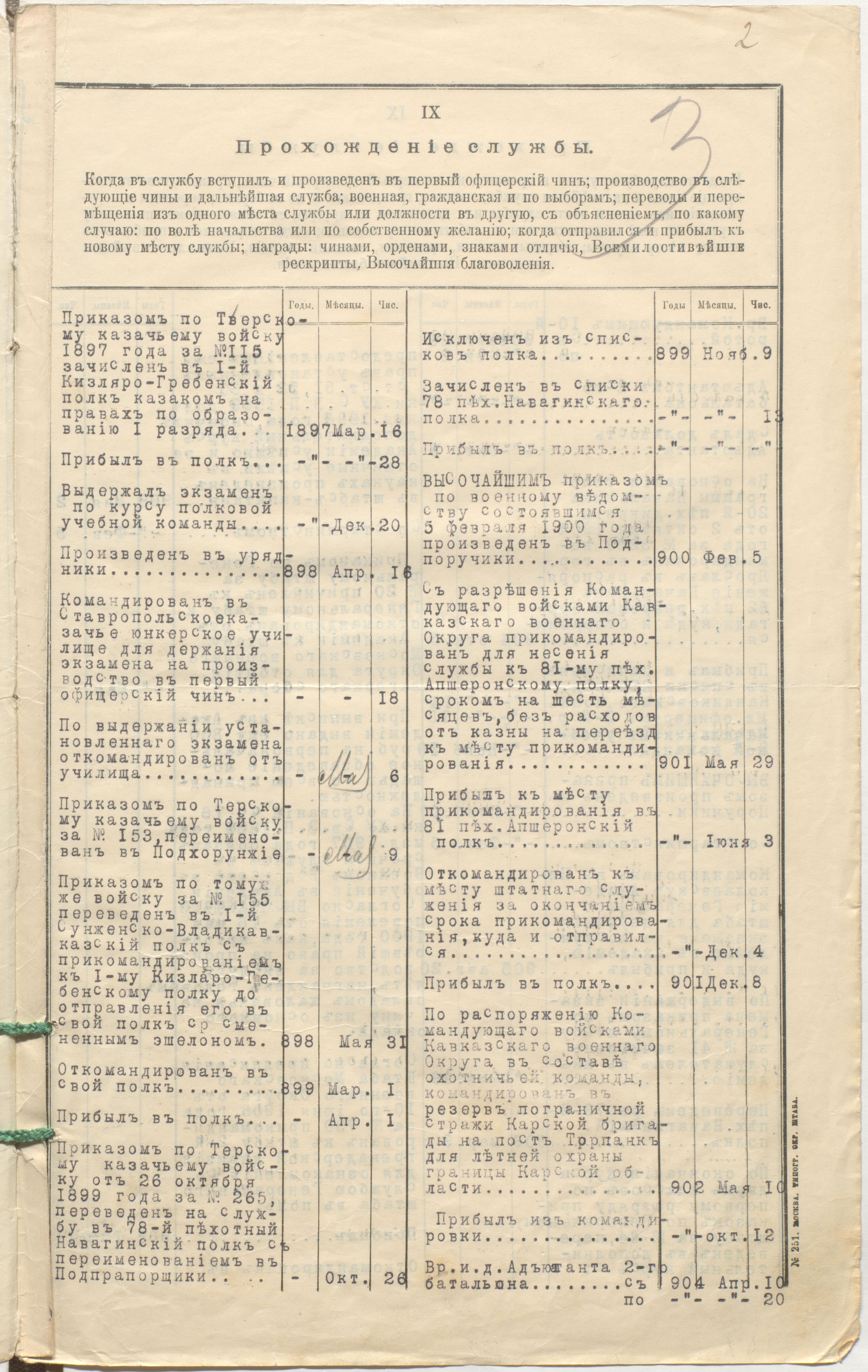
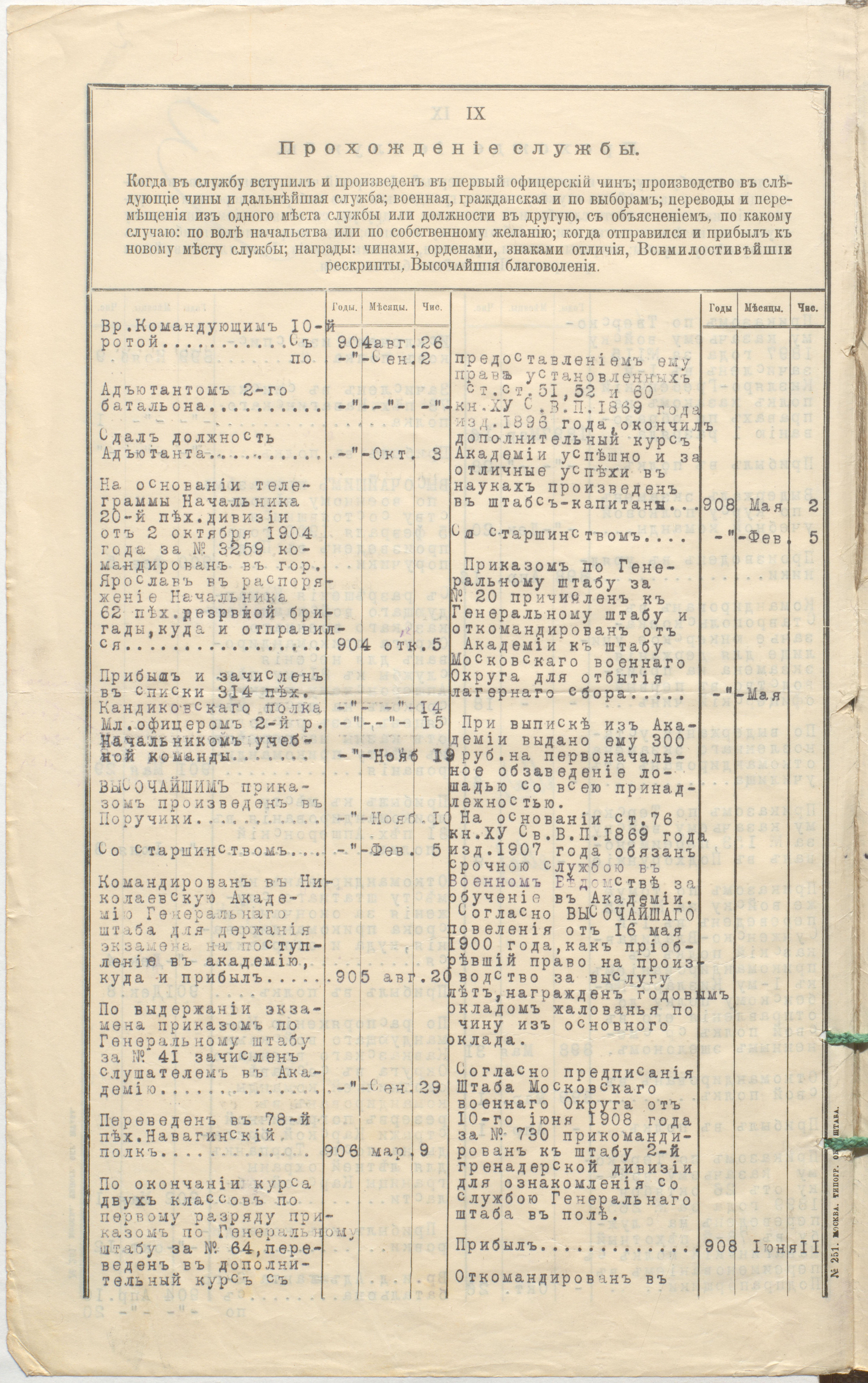
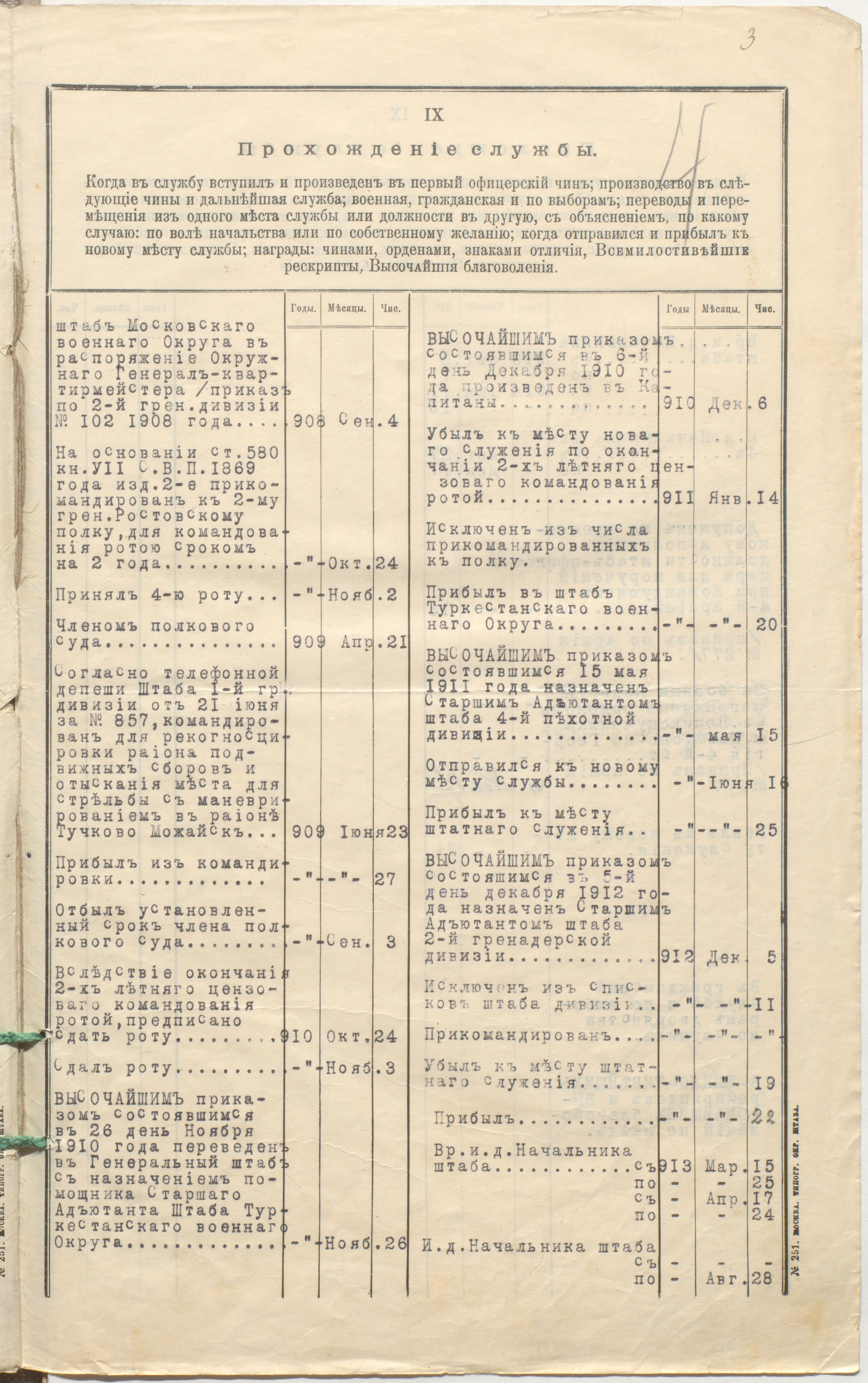
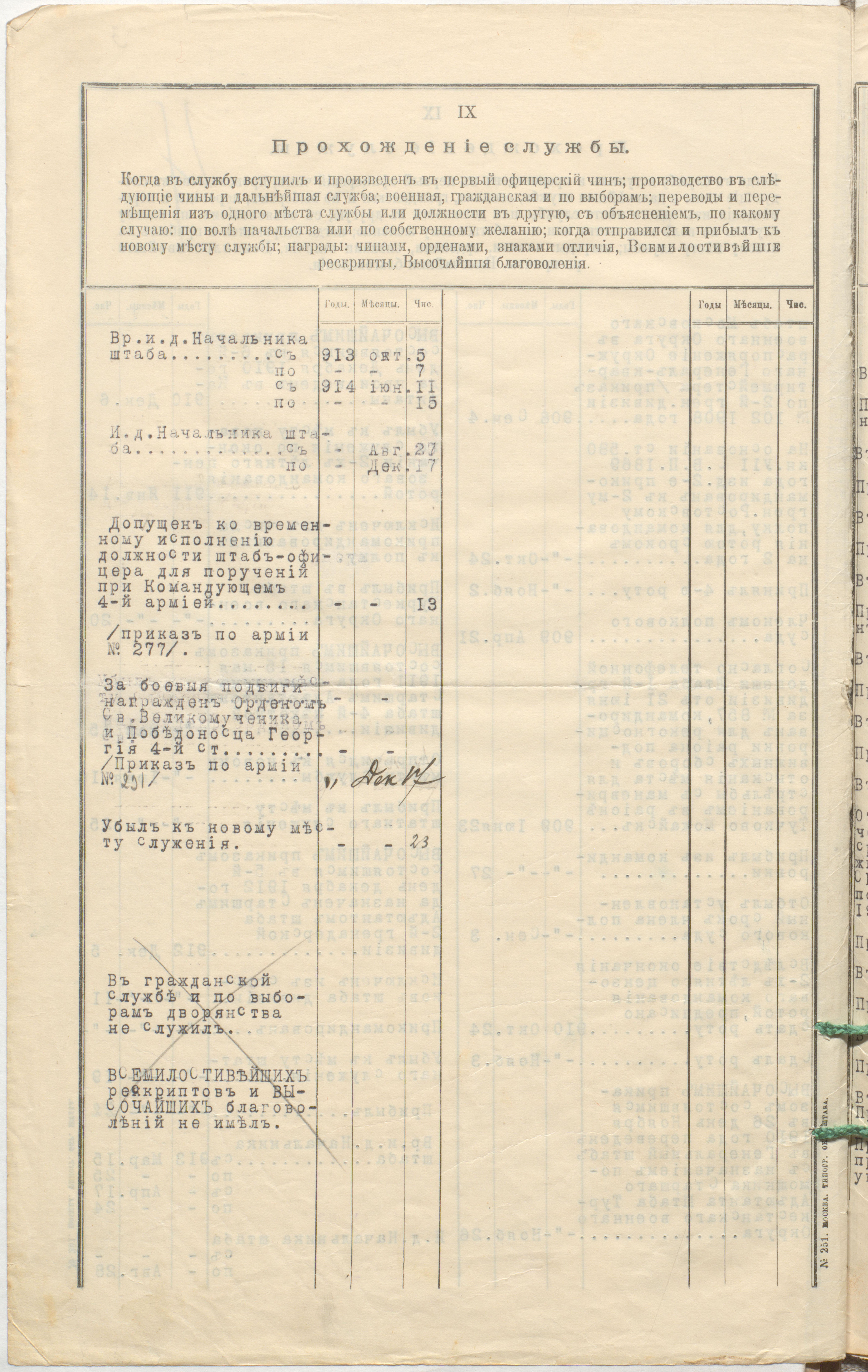
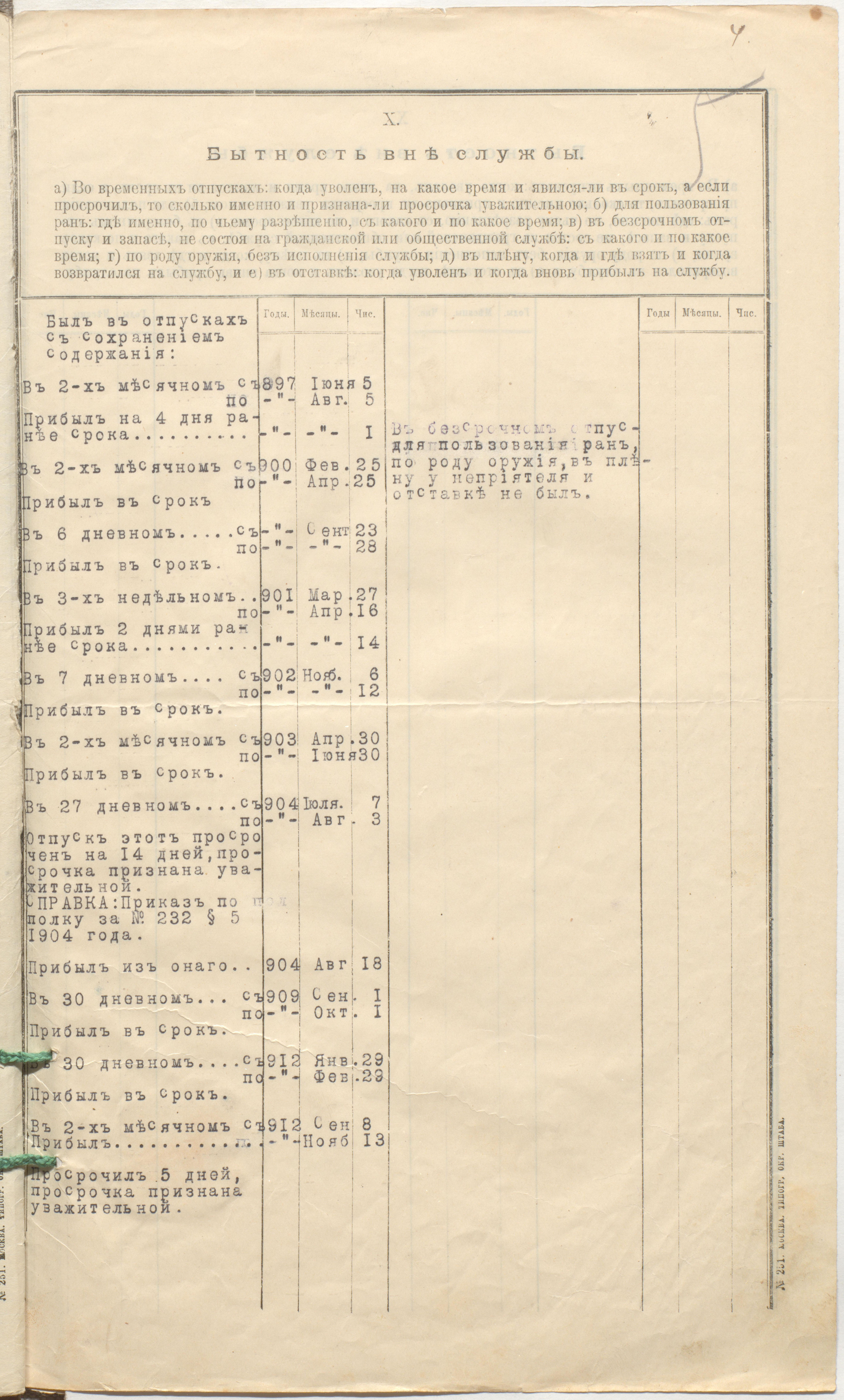
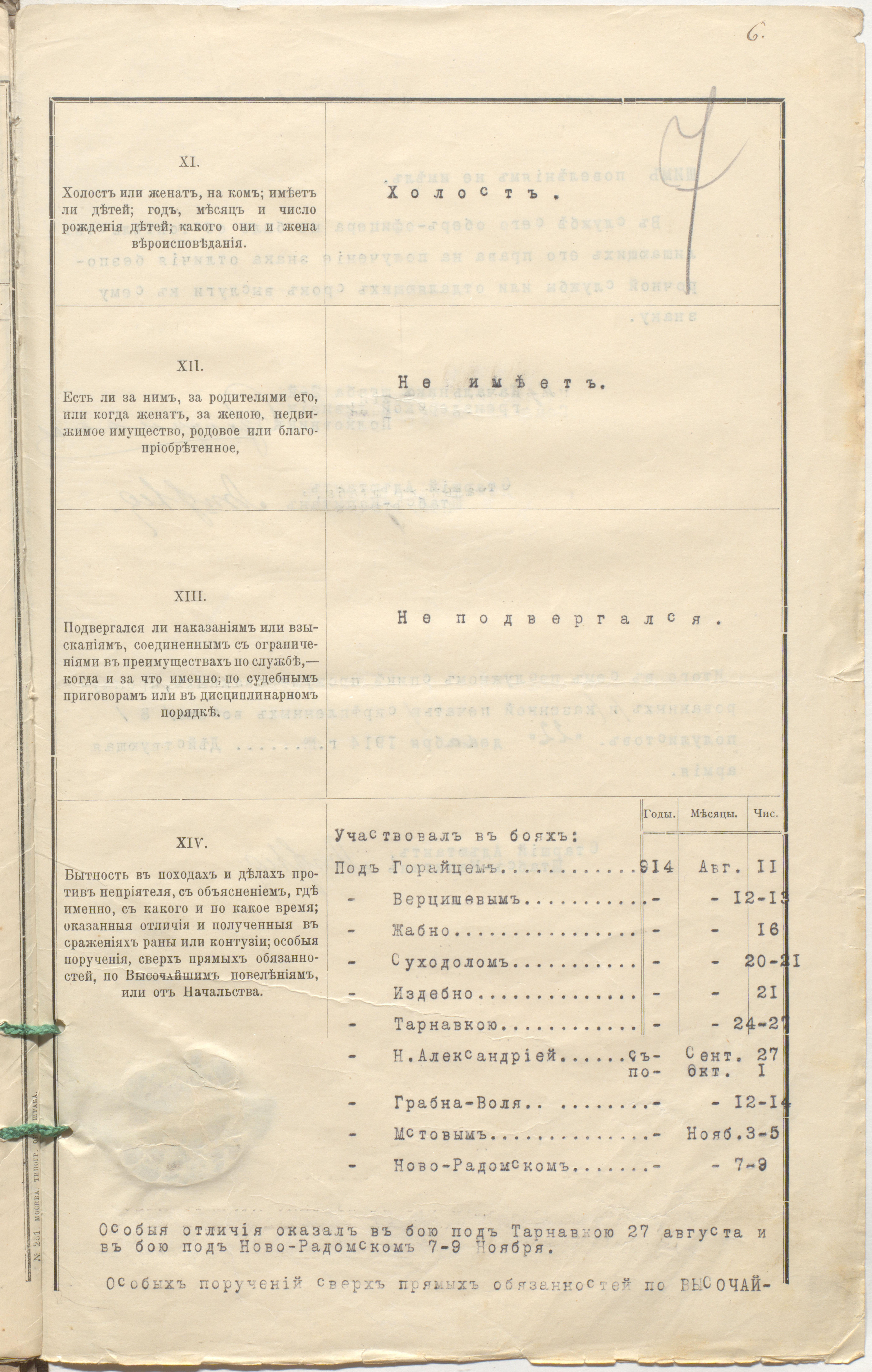
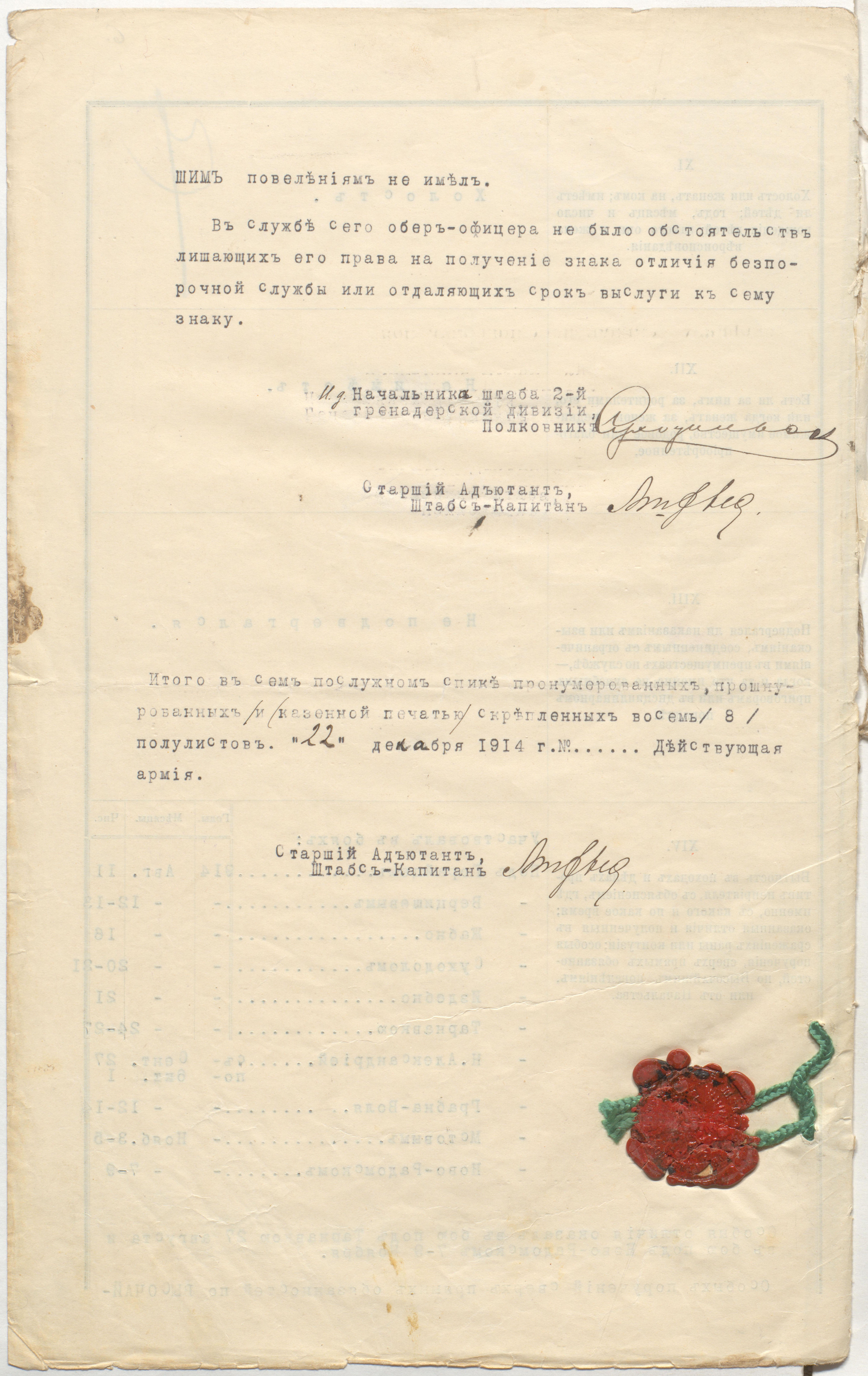

В мае 1917 года — депутат от частей 2-й гредарёской дивизии на съезде общества офицеров армии и флота в Могилёве.
15 ноября 1917 года назначен командиром 5-го гренадерского Киевского полка.
С 12 декабря 1917 года — начальник штаба Гренадёрского корпуса.
С 1918 года участник Белого движения в составе Добровольческой армии и ВСЮР. С 21 ноября 1918 года в резерве чинов при штабе главкома ВСЮР, с 22 января 1919 года в резерве чинов при штабе войск Юго-Западного края. С 22 июля 1919 года начальник штаба Севастопольской крепости. С 22 июля 1919 года председатель Севастопольского комитета Общества белого креста.

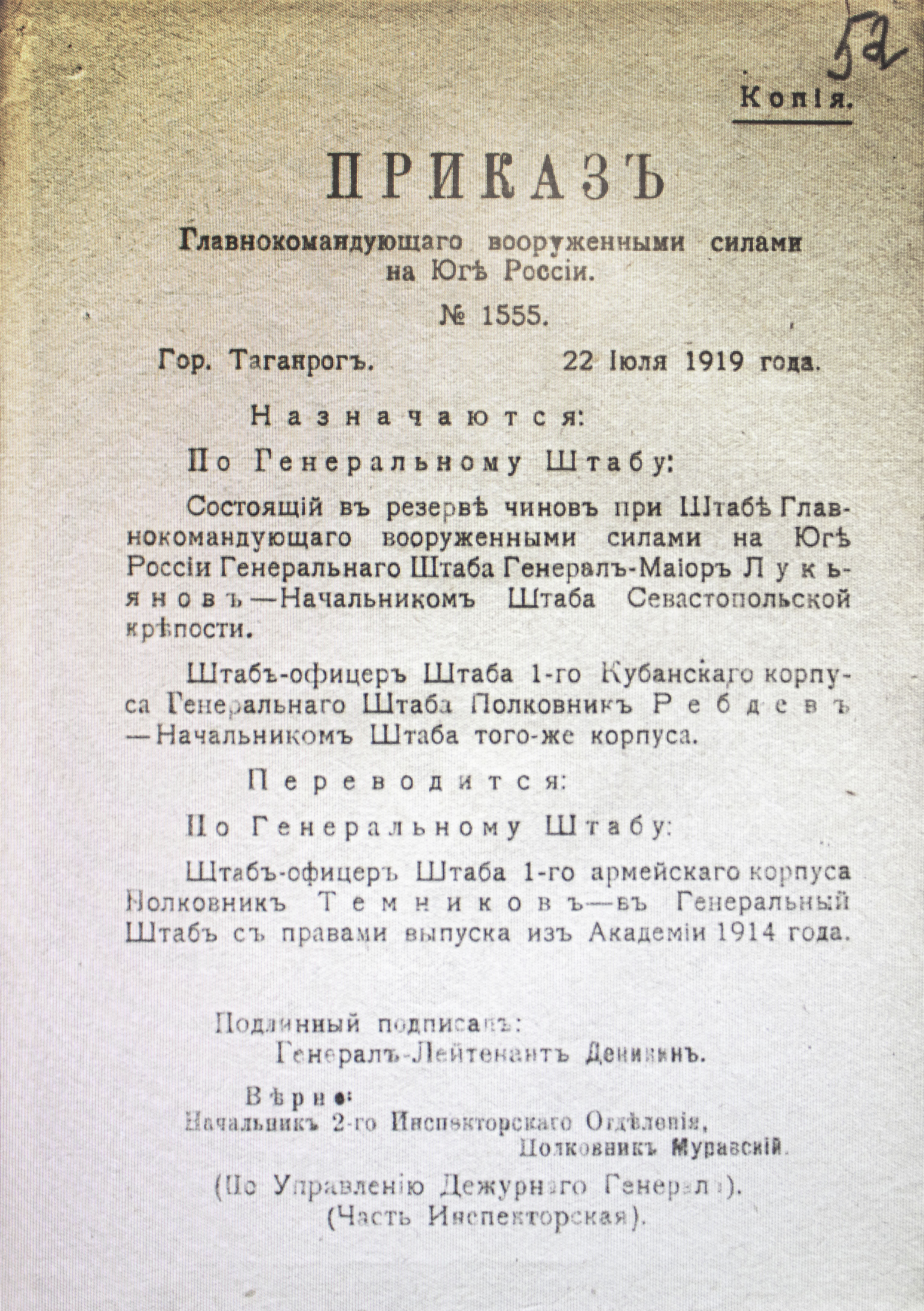

## Награды
- Орден Святого Станислава 3-й степени (1914)
- Орден Святого Владимира 4-й степени с мечами и бантом (ВП 20.02.1915)
- Орден Святого Станислава 2-й степени с мечами (ВП 26.02.1915)
- Орден Святого Георгия 4-й степени (ВП 15.04.1915)
- Орден Святой Анны 2-й степени с мечами (ВП 20.04.1915)
- Георгиевское оружие (ВП 05.05.1915)
- Орден Святого Владимира 3-й степени с мечами (ПАФ 30.09.1917)

## Описание подвигов

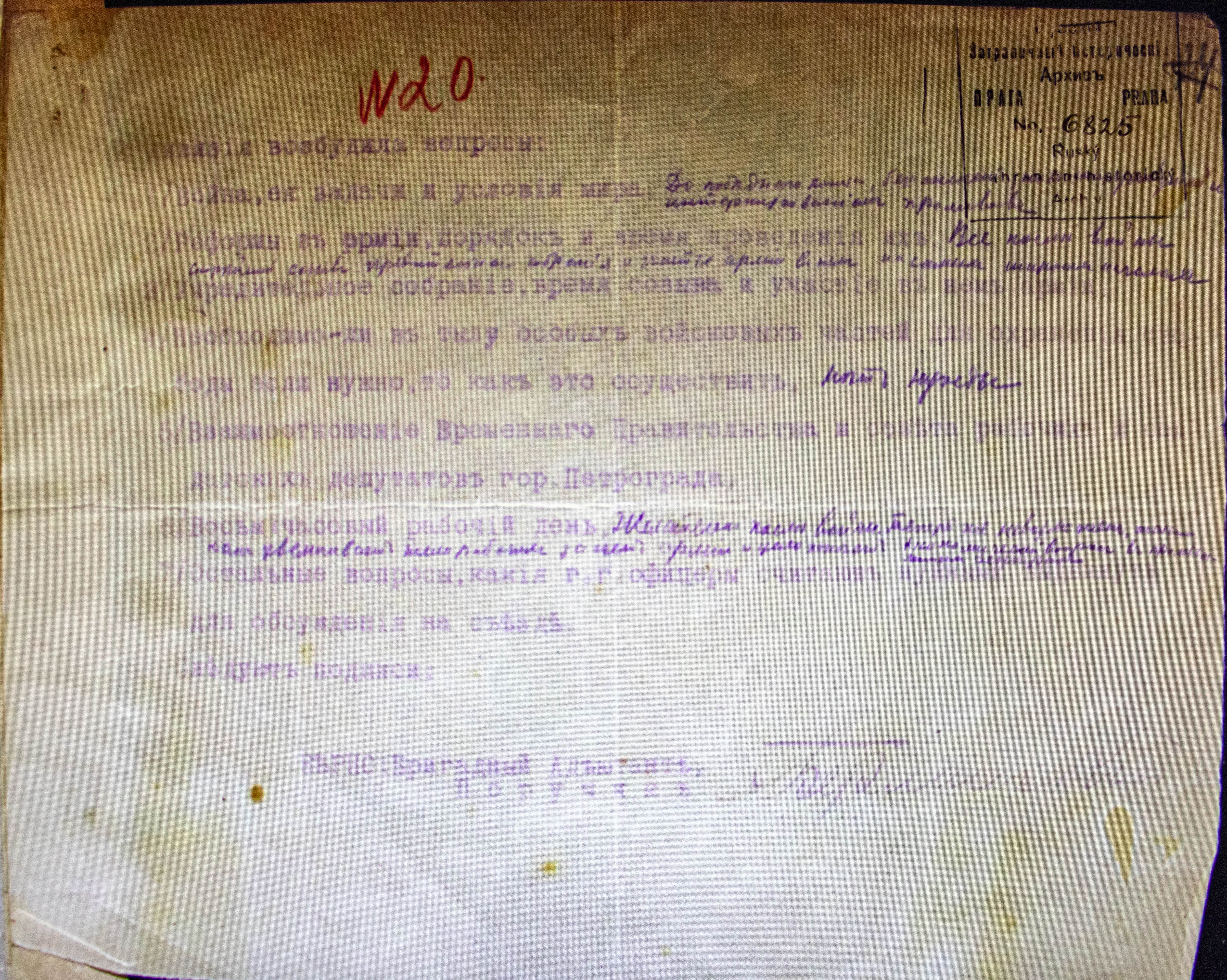

«В последний день боя под Тарнавкой 27 августа 1914 года правый боевой участок вверенного мною тыла отряда (1-го батальона 5-го гренадёрского Невского полка, 2-го батальона 6-го Таврического полка, 2-го батальона 82-го Дагестанского полка) под командованием полковника Сурина должен быть у агатовой рощи, что восточнее деревни Домбрувка, наступая от северной части оврага (коридора восточнее этой рощи). В виду того, что утром 27-го августа (после боя, бывшего накануне и ночью) полковник Сурин не был разыскан, а старший после него полковник Тулаев был ранен, я назначил командовать правым боевым участком капитана Лукьянова.
Вступив в командование капитан Лукьянов окончил привидение частей в порядок, перемешанных во время боя накануне и ночью, и с утра (около 8 часов) начал энергичную атаку рощи, которую и взял около 9 ч 30 мин утра, несмотря на упорную оборону. Взяв рощу, капитан Лукьянов по собственной инициативе завернул правым плечом вперёд и продвинулся по роще к югу атаковать левый фланг противника, занимавшего рощу, лежащую к северо-востоку от д. Тарнавка, и к 5-ти часам дня занял д. Тарнавка, чем значительно облегчил атаку левого боевого участка отряда, наступавшего на эту последнюю рощу с фронта (от Юзефин-высот 124,8). В этом бою участком капитана Лукьянова взято в плен около 20 офицеров, свыше 1000 нижних чинов, перевязочный пункт с ранеными и врачебным персоналом. Потери отряда составили 100 человек убитыми и 1300 человек ранеными.
Признавая действия капитана Лукьянова имеющими решающее влияние на окончательное взятие укреплённой неприятельской позиции у д. Тарнавка и разгром тыла противника, я прошу о награждении капитана Лукьянова Георгиевским оружием на основании пп. 1 и 29 ст. 112 Статута о Георгиевском оружии, так как признаю его действия подходящими под названные статьи».
Генерал-лейтенант Ставрович, 29 января 1915 года.

Описание Подвига
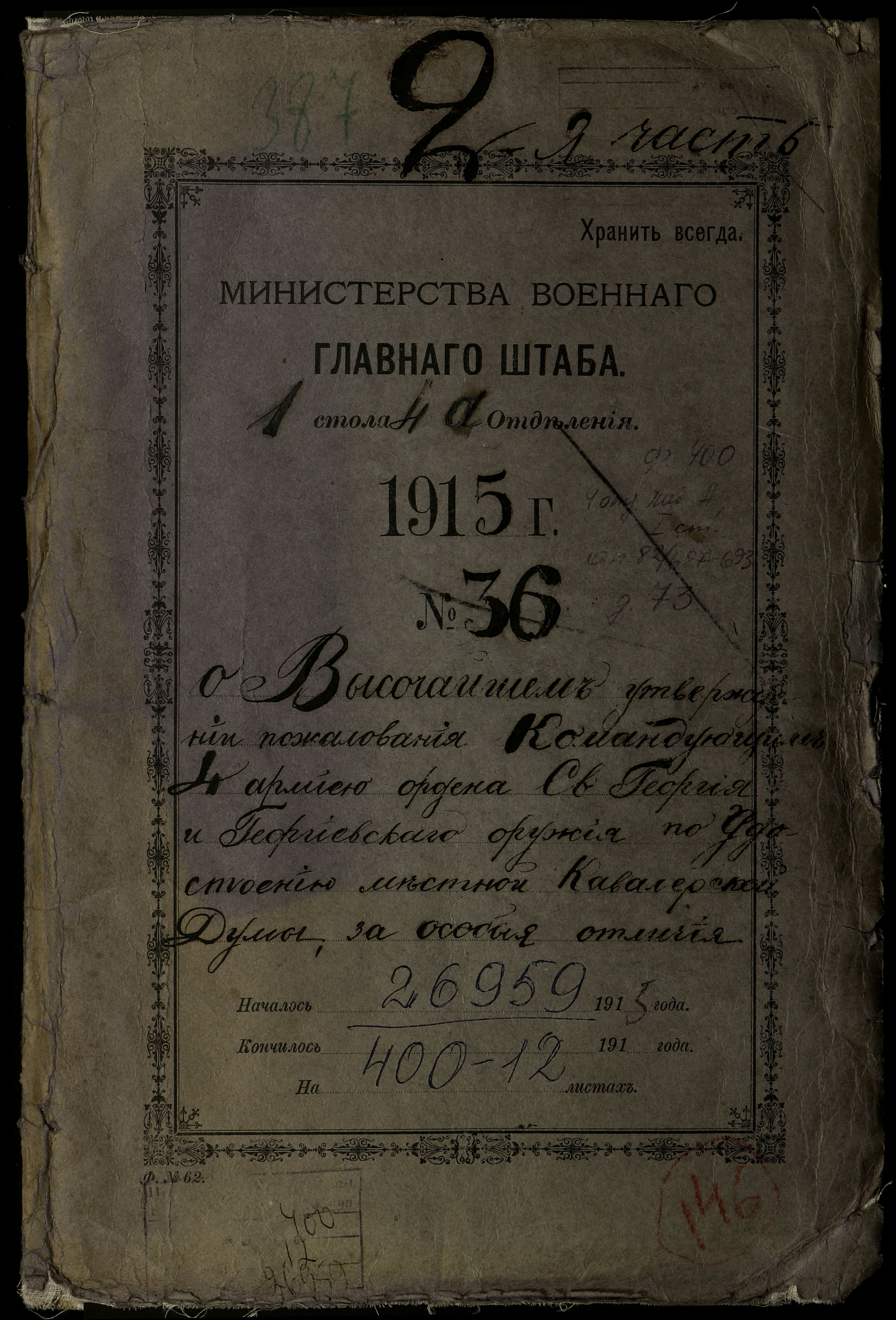
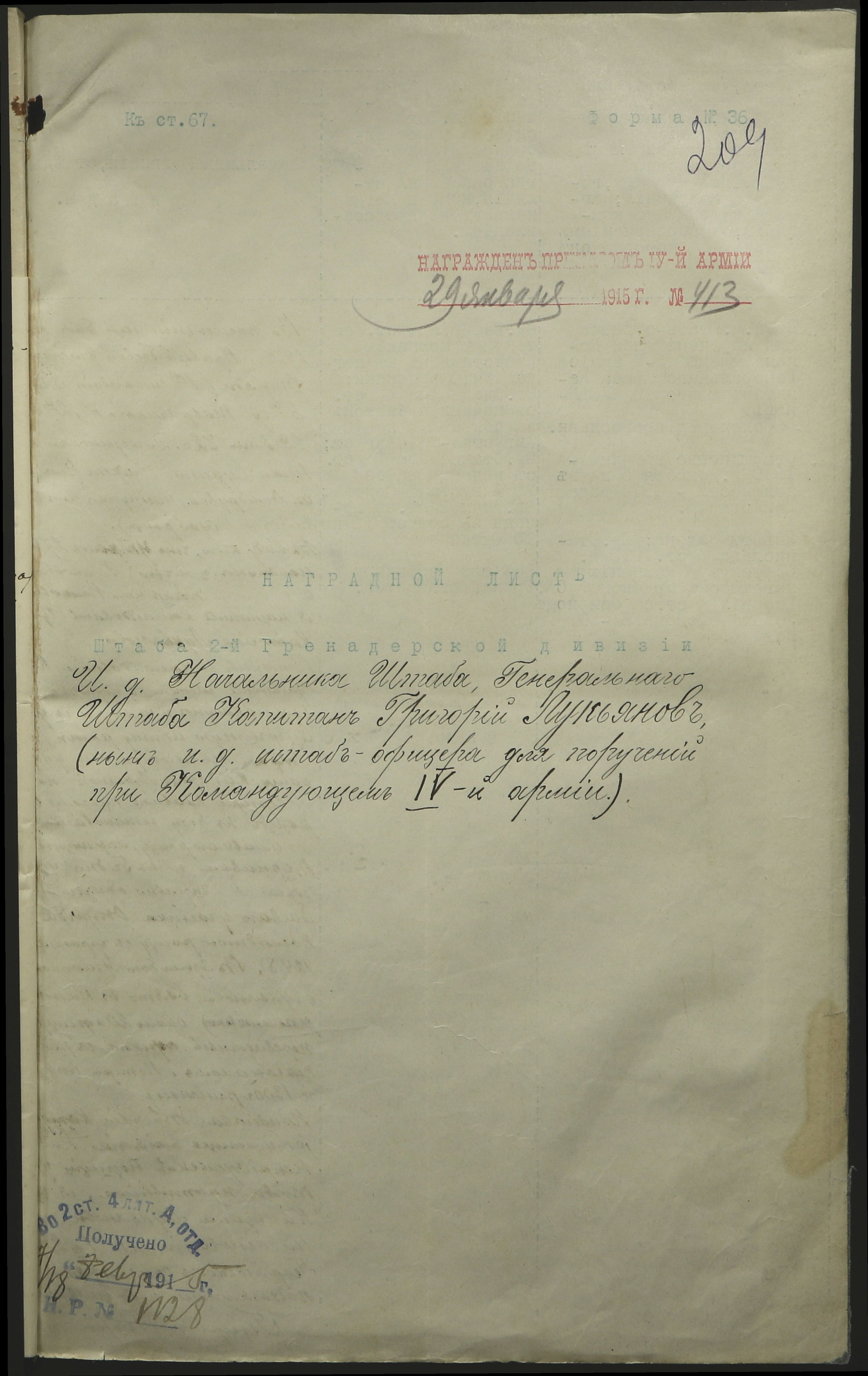
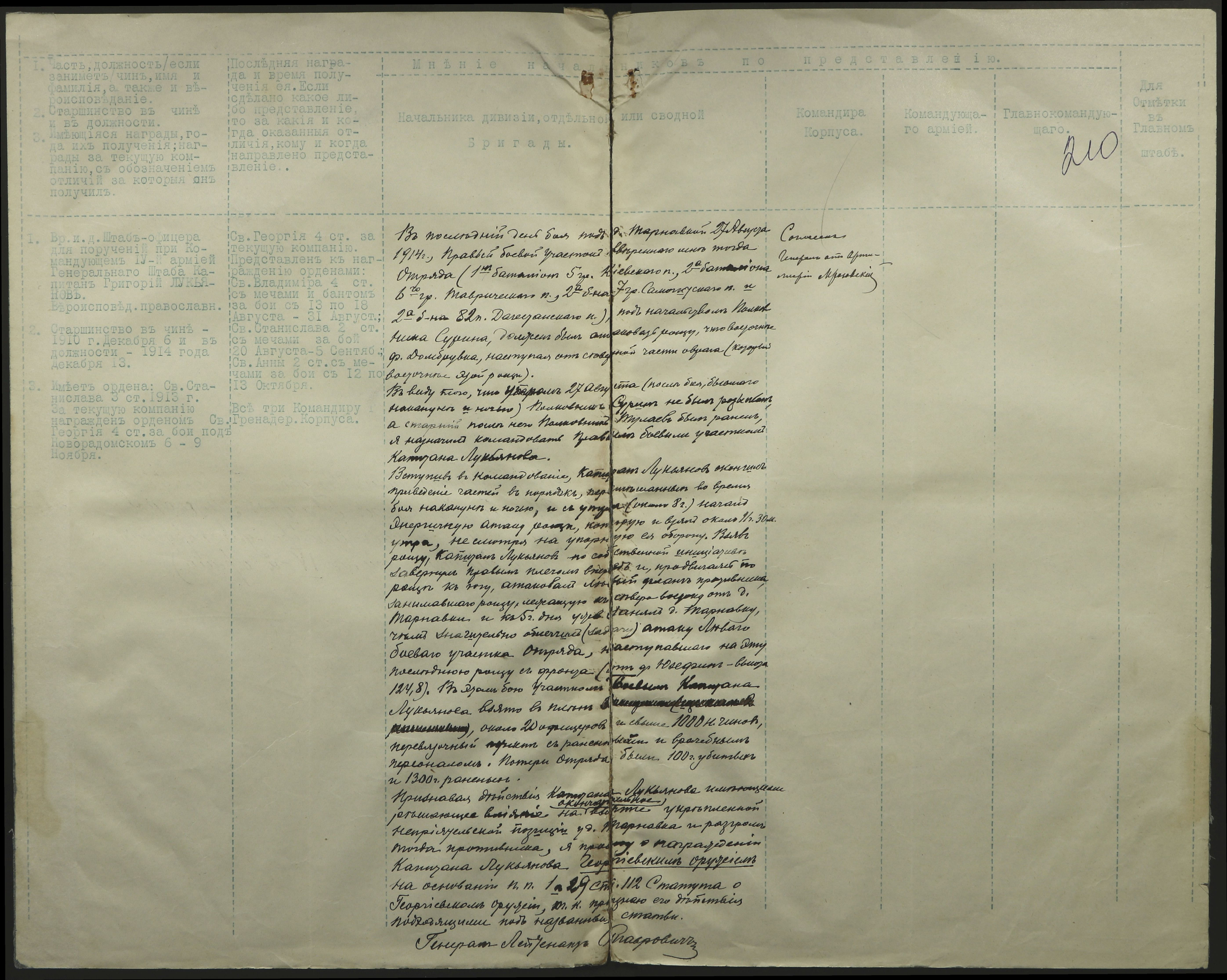

У города Новорадомска 6 ноября 1914 года, исполняя обязанности начальника штаба 2-й гренадёрской дивизии, произвёл разведку с личной для него опасностью, причём данные этой разведки послужили главными основаниями, на которых был построен план действий отряда генерал-лейтенанта Ставровича. Действия отряда 7 — 9 ноября увенчались полным успехом. При выполнении этого плана своей энергией и решительностью способствовал общему успеху. Отряда взял 60 офицеров, 3500 нижних чинов и 17 пулемётов. Награждён орденом Св. Великомученика и Победоносца Георгия 4-й степени.

## Гибель
22 июля 1920 года около 6 часов вечера выстрелил в себя из револьвера. Подававший признаки жизни генерал был доставлен в находящийся поблизости лазарет Белого креста. Умер, не приходя в сознание, 23 июля 1920 года в Севастополе. Похоронен 25 июля 1920 года. На похоронах присутствовали члены общества Белого креста, военный оркестр, многочисленные знакомые и друзья. Панихида прошла в Михайловской церкви 31 июля 1920 года.

Юг России, 24 июля 1920 года
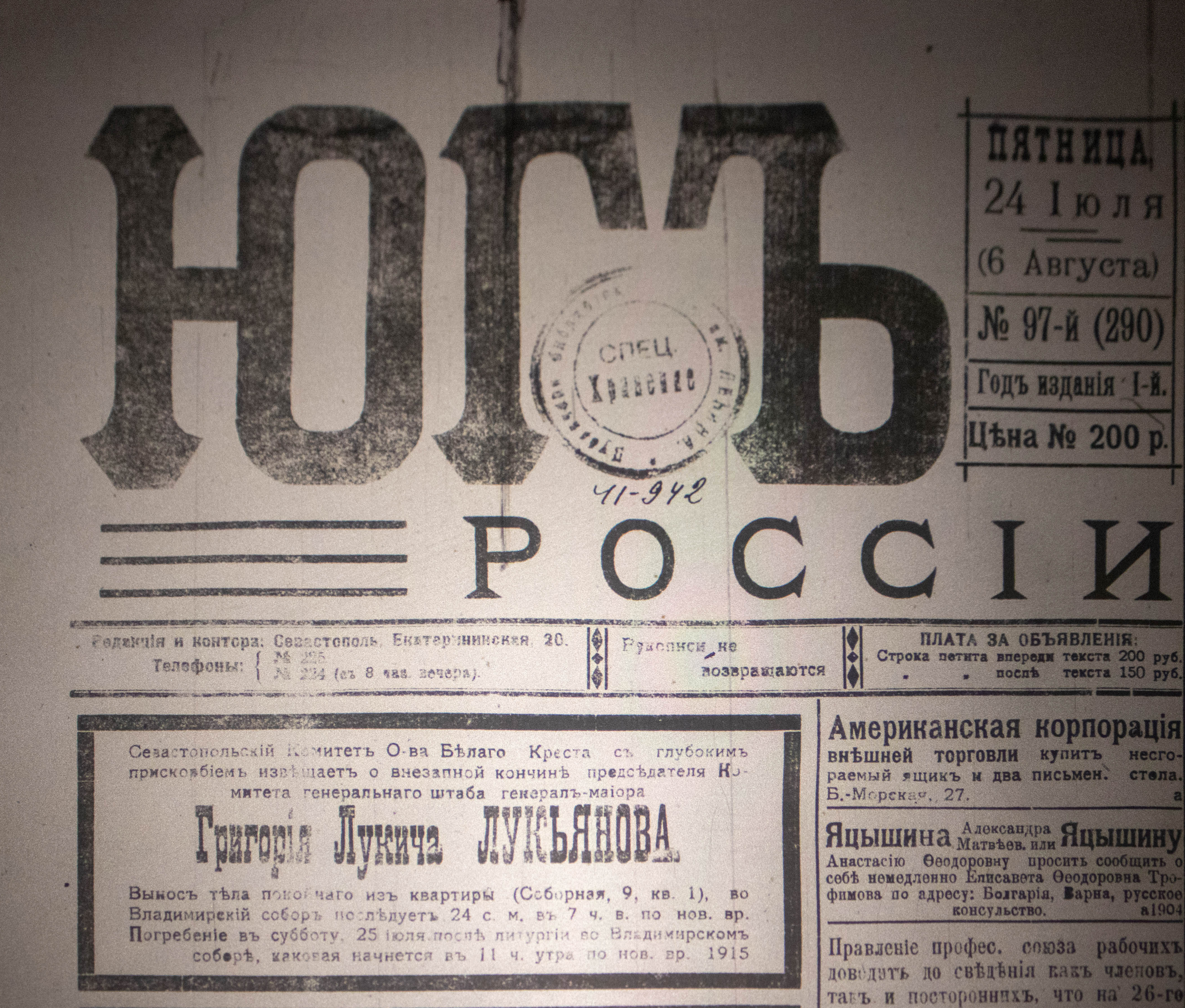
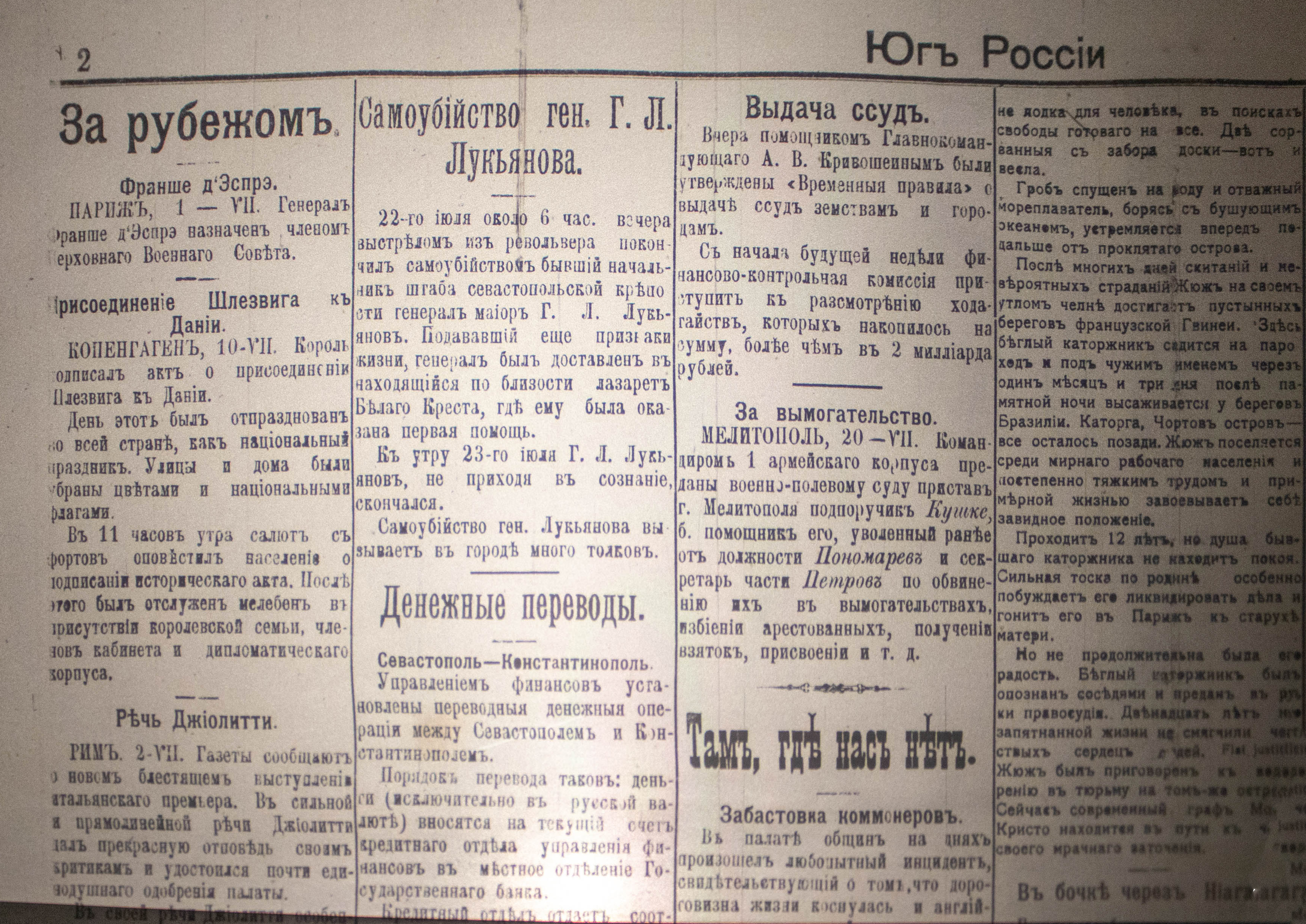